# Швеция на «Евровидении-2008»
Швеция на «Евровидении-2008», состоявшемся в столице Сербии в городе Белград, выступала в 48-й раз за свою историю участия. Страну представляла Шарлотта Перелли с песней Hero. Шарлотта ранее побеждала на конкурсе в 1999 году.

## Национальный отбор

### Правила
Национальным отбором служил музыкальный конкурс Melodifestivalen 2008, победитель которого получал право представить Швецию на Евровидении. В отборе ввели новое правило — «правило Агнес»: по этому правилу каждый исполнитель, подававший заявку, обязан был предоставить все данные об исполняемой песне. Правило назвали в честь Агнес Карлссон, которую исключили из конкурса 2007 года за сокрытие от организаторов конкурса данных об авторстве своей песни.
Организаторами было получено рекордное число заявок на участие в национальном отборе — 3434. Крайним сроком для подачи заявки было 25 сентября 2007. 10 и 11 декабря 2007 были объявлены имена всех 28 участников конкурса, названия песен и имена авторов. Позднее к 28 участникам примкнули ещё четверо специально приглашённых исполнителя. В четырёх полуфиналах из 8 исполнителей два проходили в финал, а занявшие 3-е и 4-е места отправлялись в утешительный финал «Второй шанс». В утешительном финале два победителя также отправлялись в финал. Из 10 песен в финале и предстояло выбрать победителя.
Ведущим шоу был Кристиан Луук, его соведущими стали Бьёрн Густафссон и Нур Эль-Рефай.

### Отбор
- Полуфинал 1: 9 февраля, Scandinavium, Гётеборг
- Полуфинал 2: 16 февраля, ABB Arena, Вестерос
- Полуфинал 3: 23 февраля, Cloetta Center, Линчёпинг
- Полуфинал 4: 1 марта, Telenor Arena Karlskrona, Карлскруна
- Второй шанс: 8 марта, Arena Arctica, Кируна
- Финал: 15 марта, Globen, Стокгольм

### Финал
В финале выступали восемь победителей полуфиналов и два победителя «Второго шанса». Победителя фестиваля определяли 11 жюри регионов Швеции и телезрители. По голосам телезрителей лучшей была Санна Нильсен, но по версии жюри лучшей была Шарлотта Перелли. По сумме голосования зрителей и жюри победила всё же Перелли.
| №  | Исполнитель          | Песня                 | Очки | Место |
| 1  | Шарлотта Перелли     | Hero                  | 224  | 1     |
| 2  | Сибель Реджеп        | That Is Where I'll Go | 39   | 7     |
| 3  | Rongedal             | Just a Minute         | 142  | 4     |
| 4  | Линда Бенгтцинг      | Hur svårt kan det va? | 64   | 5     |
| 5  | Кристер Шёгрен       | I Love Europe         | 23   | 9     |
| 6  | Эми Даймонд          | Thank You             | 36   | 8     |
| 7  | Санна Нильсен        | Empty Room            | 206  | 2     |
| 8  | Nordman              | I lågornas sken       | 48   | 6     |
| 9  | Frida feat. Headline | Upp o hoppa           | 6    | 10    |
| 10 | BWO                  | Lay Your Love on Me   | 158  | 3     |

## Выступление
Учитывая достижения Шарлотты Перелли в виде её победы в 1999 году на конкурсе в Израиле, многие сайты любителей и фанатов конкурса называли шведку главным фаворитом всего конкурса: она лидировала по итогам опросов, проведённых рядом сайтов. Главной претенденткой на победу в конкурсе её назвала и британская телерадиокомпания Би-би-си. В то же время букмекерские конторы Bet365 и William Hill ставили её только на 4-е место в рейтинге фаворитов конкурса.
Оценку конкурсных выступлений участников Евровидения-2008 давал русскоязычный интернет-проект «Евровидение-Казахстан». Его автор Андрей Михеев предполагал, что Шарлотта Перелли будет фаворитом фанатов благодаря своему предыдущему успеху и опыту выступлений, но её песня может бороться в лучшем случае за место в Топ-5:

- Музыка: Немного осовремененный шведский шлягер. Типичный припев. 8/10
- Текст: Достаточно стандартный текст о любви. 7/10
- Вокал: На уровне. 8/10
- Итог: Будет фаворитом фанатов по старой памяти. Увы, на конкурсе тех, кто ставит на Швецию, вероятно, ждёт разочарование. Песня может бороться только за топ 5 и то только за счет соседских голосов.

Председатель российского фан-клуба OGAE Антон Кулаков охарактеризовал песню как «100% SWEDISH», но заметил, что Швеция рано или поздно с подобными песнями может перестать занимать высокие места по итогам каждого из конкурсов:

- Музыка: 100% SWEDISH. 8/10
- Текст: У всего есть начало, у всего есть конец. Шарлотка спела о том, что ждет её хит на конкурсе. 8/10
- Вокал: Качественный как мебель из ИКЕИ. 8/10
- Итог: Ну так, собственно, я о том, что ждёт песню. Рано или поздно высоким местам Швеции с такими в принципе одинаковыми песнями должен прийти конец. А может и не прийти. Возможно. 7/10

По новым правилам конкурса отныне в финал автоматически попадали только страны Большой четвёрки и хозяйка конкурса, все остальные обязаны были проходить полуфиналы. Шарлотта выступала под номером 2 во втором полуфинале 22 мая вместе с четырьмя бэк-вокалистами. В итоге она заняла 12-е место в полуфинале: из полуфинала выходили 9 стран. Однако по решению жюри она получила вайлд-кард и вышла в финал конкурса, выбив из борьбы Македонию, занявшую 10-е место. В финале Шарлотта выступала под 15-м номером и заняла только 18-е место, набрав 47 баллов (группа The Ark год назад заняла такое же место, набрав 51 балл).
Комментаторами для Шведского телевидения выступали Кристиан Луук и Йозеф Штерценбах (в конце также появился на короткое время Карл Бильдт). Глашатаем от Швеции стал Бьёрн Густаффсон: во время объявления результатов Бьёрн очень волновался и в какой-то момент говорился, «наградив» Швецию 12 баллами.

## Голосование

### Голоса телезрителей Швеции
| 12 баллов | Дания      |
| 10 баллов | Исландия   |
| 8 баллов  | Латвия     |
| 7 баллов  | Албания    |
| 6 баллов  | Турция     |
| 5 баллов  | Португалия |
| 4 балла   | Хорватия   |
| 3 балла   | Украина    |
| 2 балла   | Македония  |
| 1 балл    | Грузия     |

| 12 баллов | Норвегия             |
| 10 баллов | Босния и Герцеговина |
| 8 баллов  | Исландия             |
| 7 баллов  | Финляндия            |
| 6 баллов  | Сербия               |
| 5 баллов  | Дания                |
| 4 балла   | Франция              |
| 3 балла   | Латвия               |
| 2 балла   | Армения              |
| 1 балл    | Греция               |

#### Голоса за Швецию
| 12 баллов | 10 баллов | 8 баллов                                  | 7 баллов | 6 баллов                      |
| --------- | --------- | ----------------------------------------- | -------- | ----------------------------- |
| - Дания   |           | - Исландия                                | - Мальта | - Великобритания              |
| 5 баллов  | 4 балла   | 3 балла                                   | 2 балла  | 1 балл                        |
|           | - Кипр    | - Литва - Португалия - Сербия - Швейцария | - Турция | - Албания - Франция - Венгрия |

| 12 баллов   | 10 баллов | 8 баллов             | 7 баллов           | 6 баллов                                     |
| ----------- | --------- | -------------------- | ------------------ | -------------------------------------------- |
| - Мальта    |           | - Дания              | - Норвегия         |                                              |
| 5 баллов    | 4 балла   | 3 балла              | 2 балла            | 1 балл                                       |
| - Финляндия |           | - Албания - Исландия | - Эстония - Сербия | - Кипр - Венгрия - Израиль - Литва - Испания |